# Anna Demuth
Anna Demuth (* 28. Januar 1921 in Raabs an der Thaya, Niederösterreich; † 15. Juli 2020 in Wien), war eine österreichische Politikerin (SPÖ). Von 1969 bis 1975 war sie vom Landtag von Niederösterreich und von 1975 bis 1982 vom Wiener Landtag entsandtes Mitglied des Österreichischen Bundesrates.

## Die jungen Jahre
Anna Demuth wurde in Pommersdorf, einer Katastralgemeinde von Raabs an der Thaya, geboren. Sie besuchte nach der Volksschule ein humanistisches Gymnasium, an welchem sie auch maturierte. Danach begann sie das Studium der Germanistik und Kunstgeschichte an der Universität Wien. Während des Zweiten Weltkriegs arbeitete sie von 1939 bis 1945 als Sekretärin, weshalb sie erst 1948 promoviert werden konnte.

## Politische Karriere
1949 wurde sie Sekretärin bei der sozialdemokratisch geprägten Tageszeitung Weltpresse. Später arbeitete sie als Journalistin für die Welt am Montag. Schon früh engagierte sie sich in der SPÖ und wurde 1960 zur Landesfrauensekretärin sowie in den Landesparteivorstand ihrer Partei für Niederösterreich gewählt. Der spätere Bundeskanzler Bruno Kreisky war politisch in der SPÖ Niederösterreich verankert und wurde 1966 deren Landesparteivorsitzender, kurz darauf auch Bundesparteivorsitzender der SPÖ. Er überantwortete der intellektuellen Demuth die frauenpolitischen Agenden der Partei, für die sie in den darauf folgenden 16 Jahren auch während der Bundesregierungen Kreisky I II, III und IV zuständig sein sollte.
1971 folgte die Wahl zur Bundesfrauensekretärin der SPÖ. Gemeinsam mit ihrer Parteifreundin Hertha Firnberg entwickelte sie bis 1982 die Bundesfrauenprogramme für die Regierungen Kreisky. Beide Bundespolitikerinnen initiierten zahlreiche Reformen und verfassten diesbezügliche Gesetzesvorlagen zur Besserstellung der Frauen in der österreichischen Rechtsordnung. Außerdem engagierten sie sich in der Frage der Vorbereitung und Schaffung eines eigenen Staatssekretariats für Frauenfragen, welches 1979 eingerichtet und dann auf besonderen Wunsch der Wiener SPÖ-Frauen durch deren Landesfrauensekretärin Johanna Dohnal besetzt wurde.
Bereits im November 1969 wurde Demuth als Mitglied des Bundesrats im Parlament vereidigt. Der Länderkammer gehörte sie danach mit einer kurzen Unterbrechung von neun Tagen, im November 1975, 14 Jahre lang bis Juni 1982 an. In der ersten Jahreshälfte 1982, kurz vor ihrem Ausscheiden aus der Bundespolitik, fungierte sie als stellvertretende Bundesratspräsidentin. Im November 1975 rückte für sie Josef Hesoun als vom Landtag von Niederösterreich entsandtes Mitglied des Bundesrates nach. Demuth wurde nach dem Mandatsverzicht von Fritz Prechtl vom Wiener Landtag entsandt.
Während der Regierungszeiten Kreisky I bis IV war Demuth zudem Mitglied des Bundesparteipräsidiums und des Bundesparteivorstandes der SPÖ. Mit dem angekündigten Rückzug Kreiskys und Firnbergs aus der Politik legte auch Demuth, die intellektuelle Grande Dame der österreichischen Reform der Frauenpolitik, ihre politischen Ämter nieder.

## Privat
Anna Demuth war mit dem Polizeibeamten Anton Artmann verheiratet, weshalb sie eigentlich den Doppelnamen Artmann-Demuth trug. Nach dem frühzeitigen Tod ihres Mannes zog sie Ende 2008 in ein Seniorenheim im Wiener Gemeindebezirk Döbling.
Die Trauerfeierlichkeiten für Artmann-Demuth fanden in von ihr gewünschtem kleinen Kreis statt. Anlässlich des Begräbnisses auf dem Hütteldorfer Friedhof beschrieb ihr jahrzehntelanger Wegbegleiter Bundesminister a. D. Karl Blecha ihr politisches Leben: „Anni war eine ganz besondere Lichtgestalt und hat eine unglaubliche Rolle für die Frauen innegehabt. Sie war eine wunderbare Persönlichkeit, die ihre eigenen Verdienste verheimlicht, immer ihr Licht unter den Scheffel gestellt und wiederum Wert darauf gelegt und dafür gesorgt hat, dass die anderen im Lichte stehen. Sie hat mindestens für die Frauen in der Partei sowie zur Besserstellung der Frauen in der österreichischen Rechtsordnung genauso viel durchgesetzt wie später Johanna Dohnal.“

## Auszeichnungen und Ehrungen
- 1982 Großes Silbernes Ehrenzeichen am Bande für Verdienste um die Republik Österreich